# Mères de Tian'anmen
Pour les articles homonymes, voir Tian'anmen (homonymie).
Les Mères de Tian'anmen est un groupe constitué de 128 mères d'étudiants chinois disparus à Pékin en juin 1989 lors des manifestations de la place Tian'anmen pour revendiquer la fin de la corruption et une ouverture démocratique. Ce groupe demande au gouvernement de la République populaire de Chine la vérité sur le sort qui fut réservé aux victimes ainsi qu'un changement d'attitude sur ces événements.

## Présentation
Le groupe est créé par Ding Zilin dont le fils de 17 ans est mort dans la nuit du 3 au 4 juin 1989.
Ce mouvement est comparable à celui des Mères de la place de Mai en Argentine. Liu Xiaobo, prix Nobel de la paix 2010, aurait souhaité que le comité récompense Xu Jue, une des membres les plus connues de l'association. Xu Jue évoque les Pékinois qui « se jetaient sur les tanks », elle retrouva le corps de son fils, Wu Xiangdong, le 4 juin, vers 17 heures dans un hôpital de Fuxing. Selon elle, son fils « a reçu une balle au niveau de l’épaule et s’est vidé de son sang pendant plusieurs heures. L’armée populaire de libération avait pour ordre d’empêcher les médecins de soigner les blessés ».
Autre figure de ce groupe Zhang Xianling « accuse les autorités d’avoir caché la vérité » concernant les événements du 4 juin 1989. Zhang Xianling émet trois demandes : une enquête sur les événements, la publication de la liste des personnes décédées, et enfin la définition des responsabilités politiques.
Lors du 21e anniversaire des évènements, en 2010, quelques femmes se réunissent pour un hommage à leurs enfants victimes lors des manifestations du 4 juin. Elles réclament  la « vérité sur ces événements ». Dans un communiqué, elles demandent au gouvernement de lever le voile sur ces événements et de reconnaître le nombre des victimes.
En 2010, les Mères de Tian'anmen  réclament la libération du prix Nobel Liu Xiaobo, condamné à 11 ans de prison pour subversion et de sa femme Liu Xia assignée à résidence depuis l'octroi de ce prix à l'écrivain chinois,.
En 2011, des membres de ce groupe auraient été contactés afin de recevoir des propositions de compensations financières  mais « les visiteurs n’ont pas parlé de rendre publique la vérité poursuivent les signataires, ni même d’une enquête judiciaire. Ils ont uniquement soulevé la question du combien voulez-vous ? ». Toutefois un journaliste du Guardian, quotidien d’information britannique, rapporte qu'une famille aurait été approchée en 2005 afin de recevoir une compensation financière et aurait alors accepté 70 000 yuans.
Les Mères de Tian'anmen considèrent que « Pékin redoute que la situation au Moyen-Orient et en Afrique du Nord s'étende à la Chine et qu'elle donne naissance à des événements similaires au mouvement de 1989 pour la démocratie ».
Les Mères de Tian'anmen participent à la création du musée du 4 juin de Hong Kong en donnant des photos montrant les cadavres, certains partiellement écrasés.
En 2016, à l'occasion de l'anniversaire du 4 juin 1989, une dizaine de parents de victimes ont pu se rendre au cimetière mais sous contrôle des forces de l'ordre. Zhang Xianling, dont le fils de 19 ans a été abattu, précise : « On est surveillés depuis la semaine dernière. Une trentaine (de policiers en civil) étaient présents au cimetière ». L'ONG Human Rights in China a diffusé une lettre ouverte des Mères de Tian'anmen : « Pour les familles des victimes, ce sont 27 années de terreur blanche, de suffocation (…) Nous sommes surveillés et écoutés, suivis et détenus, nos ordinateurs confisqués ».
À l’occasion du 29e anniversaire, en 2018, l’association adresse au Président Xi Jinping une lettre ouverte, diffusée par Human Rights in China,  pour demander la réhabilitation de leurs proches. En mai 2019, à l’approche du 30e anniversaire du massacre, plusieurs membres du mouvement sont assignées à résidence et la police exige que Ding Zilin, alors âgée de 82 ans, quitte Pékin pour se rendre à Wuxi sa ville natale située à plus de 1 100 kilomètres.

## Recensement des victimes
Les Mères de Tian'anmen ont engagé de dénombrer le nombre des victimes. En 1994, 96 victimes sont découvertes, en 2004 c'est 155 puis 198 en 2009. Mais ces recherches se heurtent à la peur des représailles des proches qui refusent de témoigner. Certains corps de victimes d'origine provinciale n'ont pas été récupérés par les familles. 
La liste des Mères de Tian'anmen comprend des personnes dont le décès n'est pas directement imputable à l'armée, comme une personne qui s'est suicidée après l'incident du 4 juin.

### Internet video
- (Chinese video) Tian'anmen Square protests Part.19 of 20